# Меффомету, Клодин
Клодин Фалонн Меффомету Чено (фр. Claudine Falonne Meffometou Tcheno; 1 июля 1990, Лафе-Баленг) — камерунская футболистка, защитница французского клуба «Флёри 91».

## Карьера
В начале карьеры выступала на родине за клуб высшего дивизиона «Франк Рохличек» (Дуала). В 2012 году перешла в сербский клуб «Спартак» (Суботица), с которым дважды становилась чемпионкой Сербии, в сезонах 2012/13 и 2013/14. В составе «Спартака» принимала участие в матчах женской Лиги чемпионов.
Весной 2014 года перешла в российский клуб «Звезда-2005» (Пермь). Дебютный матч в высшем дивизионе России сыграла 18 мая 2014 года против «Кубаночки», и в нём же на 88-й минуте забила свой первый гол в России. Всего за сезон сыграла 12 матчей в чемпионате, забив один гол, и стала со своим клубом чемпионкой России. Также провела 4 матча за «Звезду» в Лиге чемпионов.
Позднее выступала за клубы Франции. В 2015—2017 годах играла за «Аррас» во втором дивизионе. В 2017—2019 годах провела два сезона в составе «Генгама», сыграв 40 матчей в высшем дивизионе Франции. Летом 2019 года перешла в другой клуб высшего дивизиона, «Флёри 91».
С 2011 года выступает за национальную сборную Камеруна. Участница Олимпийских игр 2012 года в Лондоне (2 матча), финальных турниров чемпионатов мира 2015 (4 матча) и 2019 (2 матча) годов. Бронзовый призёр Кубка африканских наций 2018 года, на турнире сыграла 5 матчей и забила один гол. Также была серебряным призёром Кубка африканских наций 2016 года и бронзовым призёром чемпионата Африки 2012 года.